# IJshockey op de Olympische Winterspelen 2002
IJshockey is een van de sporten die beoefend werden tijdens de Olympische Winterspelen 2002 in Salt Lake City.

## Heren

### Voorronde

#### Groep A
| datum       | tijd  | land       | score | land       |
| ----------- | ----- | ---------- | ----- | ---------- |
| 9 februari  | 16:00 | Slowakije  | 0 - 3 | Duitsland  |
| 9 februari  | 19:00 | Oostenrijk | 2 - 4 | Letland    |
| 10 februari | 16:00 | Oostenrijk | 2 - 3 | Duitsland  |
| 10 februari | 19:00 | Letland    | 6 - 6 | Slowakije  |
| 12 februari | 16:00 | Slowakije  | 2 - 3 | Oostenrijk |
| 12 februari | 19:00 | Duitsland  | 4 - 1 | Letland    |

|   | land       | Gs | W | G | V | F  | A  | Ptn |
| - | ---------- | -- | - | - | - | -- | -- | --- |
| 1 | Duitsland  | 3  | 3 | 0 | 0 | 10 | 3  | 6   |
| 2 | Letland    | 3  | 1 | 1 | 1 | 11 | 12 | 3   |
| 3 | Oostenrijk | 3  | 1 | 0 | 2 | 7  | 9  | 2   |
| 4 | Slowakije  | 3  | 0 | 1 | 2 | 8  | 12 | 1   |

#### Groep B
| datum       | tijd  | land        | score | land        |
| ----------- | ----- | ----------- | ----- | ----------- |
| 9 februari  | 14:00 | Wit-Rusland | 1 - 0 | Oekraïne    |
| 9 februari  | 21:00 | Zwitserland | 3 - 3 | Frankrijk   |
| 11 februari | 16:00 | Oekraïne    | 5 - 2 | Zwitserland |
| 11 februari | 19:00 | Wit-Rusland | 3 - 1 | Frankrijk   |
| 13 februari | 16:00 | Zwitserland | 2 - 1 | Wit-Rusland |
| 13 februari | 19:00 | Frankrijk   | 2 - 4 | Oekraïne    |

|   | land        | Gs | W | G | V | F | A  | Ptn |
| - | ----------- | -- | - | - | - | - | -- | --- |
| 1 | Wit-Rusland | 3  | 2 | 0 | 1 | 5 | 3  | 4   |
| 2 | Oekraïne    | 3  | 2 | 0 | 1 | 9 | 5  | 4   |
| 3 | Zwitserland | 3  | 1 | 1 | 1 | 7 | 9  | 3   |
| 4 | Frankrijk   | 3  | 0 | 1 | 2 | 6 | 10 | 1   |

### Plaatsingsronde

#### 13e en 14e plaats
| datum       | tijd  | land      | score | land      |
| ----------- | ----- | --------- | ----- | --------- |
| 14 februari | 21:00 | Slowakije | 7 - 1 | Frankrijk |

#### 11e en 12e plaats
| datum       | tijd  | land        | score | land       |
| ----------- | ----- | ----------- | ----- | ---------- |
| 14 februari | 15:00 | Zwitserland | 4 - 1 | Oostenrijk |

#### 9e en 10e plaats
| datum       | tijd  | land     | score | land    |
| ----------- | ----- | -------- | ----- | ------- |
| 14 februari | 20:00 | Oekraïne | 2 - 9 | Letland |

### Hoofdronde

#### Groep C
| datum       | tijd  | land      | score | land      |
| ----------- | ----- | --------- | ----- | --------- |
| 15 februari | 16:10 | Canada    | 2 - 5 | Zweden    |
| 15 februari | 19:00 | Tsjechië  | 8 - 2 | Duitsland |
| 17 februari | 16:05 | Zweden    | 2 - 1 | Tsjechië  |
| 17 februari | 19:00 | Canada    | 3 - 2 | Duitsland |
| 18 februari | 16:10 | Tsjechië  | 3 - 3 | Canada    |
| 18 februari | 19:00 | Duitsland | 1 - 7 | Zweden    |

|   | land      | Gs | W | G | V | F  | A  | Ptn |
| - | --------- | -- | - | - | - | -- | -- | --- |
| 1 | Zweden    | 3  | 3 | 0 | 0 | 14 | 4  | 6   |
| 2 | Tsjechië  | 3  | 1 | 1 | 1 | 12 | 7  | 3   |
| 3 | Canada    | 3  | 1 | 1 | 1 | 8  | 10 | 3   |
| 4 | Duitsland | 3  | 0 | 0 | 3 | 5  | 18 | 0   |

#### Groep D
| datum       | tijd  | land             | score | land             |
| ----------- | ----- | ---------------- | ----- | ---------------- |
| 15 februari | 11:05 | Rusland          | 6 - 4 | Wit-Rusland      |
| 15 februari | 20:45 | Finland          | 0 - 6 | Verenigde Staten |
| 16 februari | 16:45 | Finland          | 8 - 1 | Wit-Rusland      |
| 16 februari | 21:30 | Verenigde Staten | 2 - 2 | Rusland          |
| 18 februari | 11:05 | Wit-Rusland      | 1 - 8 | Verenigde Staten |
| 18 februari | 13:30 | Rusland          | 1 - 3 | Finland          |

|   | land             | Gs | W | G | V | F  | A  | Ptn |
| - | ---------------- | -- | - | - | - | -- | -- | --- |
| 1 | Verenigde Staten | 3  | 2 | 1 | 0 | 16 | 3  | 5   |
| 2 | Finland          | 3  | 2 | 0 | 1 | 11 | 8  | 4   |
| 3 | Rusland          | 3  | 1 | 1 | 1 | 9  | 9  | 3   |
| 4 | Wit-Rusland      | 3  | 0 | 0 | 3 | 6  | 22 | 0   |

### Kwartfinales
| datum       | tijd  | land             | score | land        |
| ----------- | ----- | ---------------- | ----- | ----------- |
| 20 februari | 11:05 | Zweden           | 3 - 4 | Wit-Rusland |
| 20 februari | 13:30 | Tsjechië         | 0 - 1 | Rusland     |
| 20 februari | 16:00 | Verenigde Staten | 5 - 0 | Duitsland   |
| 20 februari | 20:15 | Finland          | 1 - 2 | Canada      |

### Halve Finales
| datum       | tijd  | land    | score | land             |
| ----------- | ----- | ------- | ----- | ---------------- |
| 22 februari | 12:00 | Canada  | 7 - 1 | Wit-Rusland      |
| 22 februari | 16:20 | Rusland | 2 - 3 | Verenigde Staten |

### Bronzen Finale
| datum       | tijd  | land        | score | land    |
| ----------- | ----- | ----------- | ----- | ------- |
| 23 februari | 12:15 | Wit-Rusland | 2 - 7 | Rusland |

### Finale
| datum       | tijd  | land             | score | land   |
| ----------- | ----- | ---------------- | ----- | ------ |
| 24 februari | 13:00 | Verenigde Staten | 2 - 5 | Canada |

### Eindrangschikking
| Goud | Zilver | Brons | 4 |
| Canada Mario Lemieux Paul Kariya Ed Jovanovski Curtis Joseph Jarome Iginla Simon Gagné Chris Pronger Mike Peca Owen Nolan Joe Nieuwendyk Scott Niedermayer Adam Foote Theo Fleury Martin Brodeur Eric Brewer Rob Blake Steve Yzerman Ryan Smyth Brendan Shanahan Joe Sakic Al MacInnis Eric Lindros Ed Belfour (reserve)                                                                                | Verenigde Staten Bill Guerin Mike Dunham Chris Drury Aaron Miller Adam Deadmarsh Mike Richter Tom Poti Scott Young Doug Weight Keith Tkachuk Chris Chelios Tony Amonte Phil Housley Mike York Brian Rolston Tom Barrasso Gary Suter Jeremy Roenick Brian Rafalski Mike Modano Brian Leetch John LeClair Brett Hull                                                                                                | Rusland Danny Markov Aleksej Kovaljov Vladimir Malachov Aleksej Zjamnov Sergej Gontsjar Darius Kasparaitis Pavel Datsjoek Igor Kravtsjoek Oleg Tverdovski Pavel Boere Igor Larionov Sergej Fjodorov Aleksej Jasjin Nikolaj Chabiboelin Boris Mironov Sergej Samsonov Valeri Boere Maksim Afinogenov Ilja Kovaltsjoek Andrej Nikolisjin Oleg Kvasja Jegor Podomatski (reserve) Ilja Bryzgalov (reserve) | Wit-Rusland Aleksandr Andrijevski Oleg Antonenko Vadim Bekboelatov Dmitri Doedik Aleksej Kaljoezjny Oleg Chmyl Konstantin Koltsov Vladimir Kopat Andrej Kovaljov Aleksandr Makritski Igor Matoesjkin Andrej Mezin Oleg Mikoeltsjik Dmitri Pankov Andrej Rasolko Oleg Romanov Roeslan Salej Sergej Sjabanov Andrej Skabelka Sergej Stas Vladimir Tsyplakov Edoeard Zankovjets Aleksandr Zjoerik Vasili Pankov (disk. doping) |
| 5 | 6 | 7 | 8 |
| Zweden Daniel Alfredsson Magnus Arvedson Per-Johan Axelsson Ulf Dahlén Johan Hedberg Tomas Holmström Mathias Johansson Kim Johnsson Kenny Jönsson Jörgen Jönsson Nicklas Lidström Markus Näslund Mattias Norström Michael Nylander Mattias Öhlund Fredrik Olausson Marcus Ragnarsson Mikael Renberg Tommy Salo Mats Sundin Niklas Sundström Henrik Zetterberg                                           | Finland Antti Aalto Aki Berg Mikko Eloranta Niklas Hagman Raimo Helminen Jani Hurme Olli Jokinen Tomi Kallio Sami Kapanen Jere Lehtinen Juha Lind Jyrki Lumme Ville Nieminen Janne Niinimaa Teppo Numminen Pasi Nurminen Jarkko Ruutu Sami Salo Teemu Selänne Kimmo Timonen Ossi Väänänen Juha Ylönen | Tsjechië Petr Čajánek Jiří Dopita Radek Dvořák Patrik Eliáš Roman Hamrlík Dominik Hašek Martin Havlát Milan Hejduk Jan Hrdina Jaromír Jágr Tomáš Kaberle Pavel Kubina Robert Lang Pavel Patera Robert Reichel Martin Ručinský Martin Škoula Richard Šmehlík Jaroslav Špaček Petr Sýkora Michal Sýkora                                                                                                  | Duitsland Tobias Abstreiter Jan Benda Christian Ehrhoff Erich Goldmann Jochen Hecht Wayne Hynes Klaus Kathan Daniel Kreutzer Christian Künast Daniel Kunce Andreas Loth Mirko Lüdemann Mark MacKay Jörg Mayr Andreas Morczinietz Robert Müller Martin Reichel Andreas Renz Jürgen Rumrich Christoph Schubert Dennis Seidenberg Marc Seliger Leonard Soccio Marco Sturm Stefan Ustorf                                        |
| 9 | 10 | 11 | 12 |
| Letland Kaspars Astašenko Aleksandrs Beļavskis Igors Bondarevs Aigars Cipruss Vjačeslavs Fanduļs Viktors Ignatjevs Artūrs Irbe Aleksandrs Kerčs Rodrigo Laviņš Aleksandrs Macijevskis Andrejs Maticins Sergejs Naumovs Aleksandrs Ņiživijs Sandis Ozoliņš Grigorijs Panteļejevs Aleksandrs Semjonovs Sergejs Seņins Kārlis Skrastiņš Oļegs Sorokins Leonīds Tambijevs Atvars Tribuncovs Harijs Vītoliņš | Oekraïne Vasyl Bobrovnykov Ihor Tsjybirev Roeslan Fedotenko Joerij Hoenko Ihor Karpenko Dmytro Chrystytsj Serhij Klymentjev Vitalij Lytvynenko Valentyn Oletskyj Oleksij Ponikarovskyj Roman Salnykov Bohdan Savenko Vadym Sjachrajtsjoek Valerij Sjyrjajev Vladyslav Serov Kostjantyn Simtsjoek Vadym Slyvtsjenko Andrij Srjoebko Vjatsjeslav Tymtsjenko Dmytro Tolkoenov Serhij Varlamov Vjatsjeslav Zavalnjoek | Zwitserland David Aebischer Jean-Jacques Aeschlimann Björn Christen Flavien Conne Gian-Marco Crameri Patric Della Rossa Patrick Fischer Martin Gerber Martin Höhener Sandy Jeannin Marcel Jenni Olivier Keller Martin Plüss André Rötheli Ivo Rüthemann Edgar Salis Mathias Seger Martin Steinegger Mark Streit Patrick Sutter Julien Vauclair Reto von Arx                                            | Oostenrijk Christoph Brandner Reinhard Divis Martin Hohenberger Dieter Kalt jr. Peter Kasper Wolfgang Kromp André Lakos Günther Lanzinger Dominic Lavoie Robert Lukas Christian Perthaler Thomas Pöck Gerald Ressmann Kent Salfi Mario Schaden Thomas Searle Oliver Setzinger Matthias Trattnig Martin Ulrich Gerhard Unterluggauer Simon Wheeldon                                                                          |
| 13 | 14 | | |
| Slowakije Ľuboš Bartečko Pavol Demitra Michal Handzuš Marián Hossa Richard Kapuš Ján Lašák Richard Lintner Ivan Majeský Dušan Milo Jaroslav Obšut Žigmund Pálffy Ján Pardavý Rastislav Pavlikovský Richard Pavlikovský Róbert Petrovický Pavol Rybár Miroslav Šatan Richard Šechný Peter Smrek Rastislav Staňa Jozef Stümpel Jaroslav Török Ľubomír Višňovský                                           | Frankrijk Richard Aimonetto Baptiste Amar Benoît Bachelet Vincent Bachet Stéphane Barin Guillaume Besse Jean-François Bonnard Philippe Bozon Arnaud Briand Allan Carriou Karl DeWolf Laurent Gras Christobal Huet Laurent Meunier Anthony Mortas Denis Perez Benoît Pourtanel Patrick Rolland François Rozenthal Maurice Rozenthal Yorick Treille Jonathan Zwikel                                                 | | |

## Dames

### Voorronde

#### Groep A
| datum       | tijd  | land       | score  | land       |
| ----------- | ----- | ---------- | ------ | ---------- |
| 11 februari | 11:00 | Canada     | 7 - 0  | Kazachstan |
| 11 februari | 14:00 | Zweden     | 3 - 2  | Rusland    |
| 13 februari | 11:00 | Rusland    | 0 - 7  | Canada     |
| 13 februari | 14:00 | Zweden     | 7 - 0  | Kazachstan |
| 15 februari | 14:00 | Kazachstan | 1 - 4  | Rusland    |
| 15 februari | 19:00 | Canada     | 11 - 0 | Zweden     |

|   | land       | Gs | W | G | V | F  | A  | Ptn |
| - | ---------- | -- | - | - | - | -- | -- | --- |
| 1 | Canada     | 3  | 3 | 0 | 0 | 25 | 0  | 6   |
| 2 | Zweden     | 3  | 2 | 0 | 1 | 10 | 13 | 4   |
| 3 | Rusland    | 3  | 1 | 0 | 2 | 6  | 11 | 2   |
| 4 | Kazachstan | 3  | 0 | 0 | 3 | 1  | 18 | 0   |

#### Groep B
| datum       | tijd  | land             | score  | land             |
| ----------- | ----- | ---------------- | ------ | ---------------- |
| 12 februari | 11:00 | Verenigde Staten | 10 - 0 | Duitsland        |
| 12 februari | 14:00 | Finland          | 4 - 0  | China            |
| 14 februari | 11:00 | Finland          | 3 - 1  | Duitsland        |
| 14 februari | 16:00 | China            | 1 - 12 | Verenigde Staten |
| 16 februari | 11:00 | Verenigde Staten | 5 - 0  | Finland          |
| 16 februari | 14:00 | Duitsland        | 5 - 5  | China            |

|   | land             | Gs | W | G | V | F  | A  | Ptn |
| - | ---------------- | -- | - | - | - | -- | -- | --- |
| 1 | Verenigde Staten | 3  | 3 | 0 | 0 | 27 | 1  | 6   |
| 2 | Finland          | 3  | 2 | 0 | 1 | 7  | 6  | 4   |
| 3 | Duitsland        | 3  | 0 | 1 | 2 | 6  | 18 | 1   |
| 4 | China            | 3  | 0 | 1 | 2 | 6  | 21 | 1   |

### Plaatsingsronde

#### 5e t/m 8e plaats
| datum       | tijd  | land      | score | land       |
| ----------- | ----- | --------- | ----- | ---------- |
| 17 februari | 14:00 | Rusland   | 4 - 1 | China      |
| 17 februari | 21:00 | Duitsland | 4 - 0 | Kazachstan |

#### 7e en 8e plaats
| datum       | tijd  | land  | score | land       |
| ----------- | ----- | ----- | ----- | ---------- |
| 19 februari | 14:00 | China | 2 - 1 | Kazachstan |

#### 5e en 6e plaats
| datum       | tijd  | land    | score | land      |
| ----------- | ----- | ------- | ----- | --------- |
| 19 februari | 19:00 | Rusland | 5 - 1 | Duitsland |

### Halve Finales
| datum       | tijd  | land             | score | land    |
| ----------- | ----- | ---------------- | ----- | ------- |
| 19 februari | 11:05 | Canada           | 7 - 3 | Finland |
| 19 februari | 16:30 | Verenigde Staten | 4 - 0 | Zweden  |

### Bronzen Finale
| datum       | tijd  | land    | score | land   |
| ----------- | ----- | ------- | ----- | ------ |
| 21 februari | 12:10 | Finland | 1 - 2 | Zweden |

### Finale
| datum       | tijd  | land             | score | land   |
| ----------- | ----- | ---------------- | ----- | ------ |
| 21 februari | 17:10 | Verenigde Staten | 2 - 3 | Canada |

### Eindrangschikking
| Goud | Zilver | Brons | 4 |
| Canada Sami Jo Small Becky Kellar Colleen Sostorics Thérèse Brisson Cherie Piper Cheryl Pounder Lori Dupuis Caroline Ouellette Danielle Goyette Jayna Hefford Jennifer Botterill Hayley Wickenheiser Dana Antal Kelly Béchard Tammy Shewchuk Kim St-Pierre Vicky Sunohara Isabelle Chartrand Cassie Campbell Geraldine Heaney                                     | Verenigde Staten Sara DeCosta Tara Mounsey Courtney Kennedy Angela Ruggiero Lyndsay Wall Karyn Bye Sue Merz Laurie Baker Andrea Kilbourne Allison Mleczko Jenny Potter Julie Chu Shelley Looney Krissy Wendell Katie King Cammi Granato Natalie Darwitz Chris Bailey Tricia Dunn Sarah Tueting                                | Zweden Emelie Berggren Anna Andersson Maria Rooth Erika Holst Anna Vikman Evelina Samuelsson Maria Larsson Kristina Bergstrand Ann-Louise Edstrand Josefin Pettersson Lotta Almblad Joa Elfsberg Gunilla Andersson Nanna Jansson Therese Sjölander Ylva Lindberg Danijela Rundqvist Ulrica Lindström Kim Martin Annica Åhlén | Finland Pirjo Ahonen Sari Fisk Kirsi Hänninen Satu Hoikkala Emma Laaksonen Terhi Mertanen Riikka Nieminen Marja-Helena Pälvilä Oona Parviainen Tuula Puputti Karoliina Rantamäki Tiia Reima Katja Riipi Päivi Salo Henna Savikuja Hanne Sikiö Saija Sirviö Petra Vaarakallio Marjo Voutilainen                                                        |
| 5 | 6 | 7 | 8 |
| Rusland Marija Barykina Jelena Bobrova Tatjana Boerina Jelena Bjalkovskaja Irina Gasjennikova Joelija Gladysjeva Alena Chomitsj Larisa Misjina Jekaterina Pasjkevitsj Olga Permjakova Kristina Petrovskaja Olga Savenkova Zjanna Sjtsjeltsjkova Jekaterina Smolentseva Tatjana Sotnikova Svetlana Terentjeva Svetlana Trefilova Oksana Tretjakova Tatjana Tsareva | Duitsland Maritta Becker Bettina Evers Steffi Frühwirt Claudia Grundmann Sandra Kinza Sabrina Kruck Michaela Lanzl Nina Linde Christina Oswald Franziska Reindl Nina Ritter Sabine Rückauer Anja Scheytt Jana Schreckenbach Esther Thyssen Maren Valenti Stephanie Wartosch-Kürten Julia Wierscher Raffi Wolf Nina Ziegenhals | China Chen Jing Dai Qiuwa Guan Weinan Guo Hong Hu Chunrong Jin Fengling Li Xuan Liu Hongmei Liu Yanhui Lu Yan Ma Xiaojun Sang Hong Shen Tiantian Sun Rui Wang Linuo Wang Ying Xu Lei Yang Xiuqing Zhang Jing | Kazachstan Viktorija Adyjeva Ljoebov Aleksejeva Antonida Asonova Dinara Dikambajeva Tatjana Chlyzova Olga Konysjeva Olga Krjoekova Nadezjda Loseva Svetlana Maltseva Jekaterina Maltseva Olga Potapova Viktorija Sazonova Jelena Sjtelmajster Joelija Solovjova Oksana Tajkevitsj Natalja Troenova Ljoebov Vafina Svetlana Vasina Natalja Jakovtsjoek |

## Medaillespiegel
| rang | land             | goud | zilver | brons | totaal |
| ---- | ---------------- | ---- | ------ | ----- | ------ |
| 1    | Canada           | 2    | 0      | 0     | 2      |
| 2    | Verenigde Staten | 0    | 2      | 0     | 2      |
| 3    | Rusland          | 0    | 0      | 1     | 1      |
| 3    | Zweden           | 0    | 0      | 1     | 1      |
|      |                  | 2    | 2      | 2     | 6      |